# Дихашхо
Дихашхо (груз. დიხაშხო) — село в Грузии, на территории Ванского муниципалитета края (мхаре) Имеретия.

## География
Село находится в западной части Грузии, на правом берегу реки Сулори, на расстоянии приблизительно 2 километров (по прямой) к востоку от города Вани, административного центра муниципалитета. Абсолютная высота — 139 метров над уровнем моря.

## Население
По результатам официальной переписи населения 2014 года, в Дихашхо проживал 1041 человек (519 мужчин и 522 женщины). В национальной структуре населения грузины составляли 99,7 %, русские — 0,3 %.
| Год  | Население, человек |
| ---- | ------------------ |
| 2002 | 1291               |
| 2014 | ↘ 1041             |